# Jackson Heights (groupe)
Pour les articles homonymes, voir Jackson Heights.
 (avril 2016).
Si vous disposez d'ouvrages ou d'articles de référence ou si vous connaissez des sites web de qualité traitant du thème abordé ici, merci de compléter l'article en donnant les références utiles à sa vérifiabilité et en les liant à la section « Notes et références ».
Jackson Heights était un groupe rock progressif britannique, originaire d'Angleterre. Il s'est formé en 1970 après que le claviériste des Nice, Keith Emerson, ait décidé de quitter le trio pour former un autre groupe, Emerson, Lake & Palmer, laissant le bassiste-chanteur Lee Jackson et le batteur Brian Davison seuls. 
Jackson forma alors Jackson Heights, durant leur brève carrière qui s'est échelonnée sur quatre ans et publie quatre albums, King Progress, The Fifth Avenue Bus, Ragamuffin's Fool et Bump n' Grind. Brian lui, forma l'éphémère Brian Davison's Every Which Way, qui n'a publié qu'un seul album, du même nom, puis rejoignit Gong en tournée. Lee Jackson et Brian Davison se sont ensuite retrouvés une première fois brièvement avec le claviériste suisse Patrick Moraz au sein du trio Refugee qui n'a publié qu'un seul album, du même nom, en 1974, avant que Moraz ne le quitte pour rejoindre le groupe Yes, puis en 2002 lorsque Keith Emerson reforma The Nice pour une petite tournée de quelques concerts en Angleterre, Vivacitas un album double live, en témoigne.

## Biographie

### Origines
Keith Joseph Anthony Jackson, né le 8 janvier 1943 à Newcastle, a d'abord joué de la basse avec des groupes inconnus comme The Vandykes et The Invaders. Mais c'est lorsqu'il remplace Stuart Parks dans la formation Gary Farr and the T-Bones en 1965, qu'il fait la connaissance de l'organiste Keith Emerson. Puis les deux se retrouveront à la fin 1966 pour aider la chanteuse P. P. Arnold, ex-Ike and Tina Turner Revue, en formant un groupe qui l'accompagne en tournée à la demande expresse de Andrew Loog Oldham gérant des Rolling Stones, avec l'ex-batteur des Mark Leeman Five Ian Hague et le guitariste trompettiste David O'List. 
Hague sera bientôt remplacé par Brian « Blinky » Davison, et le groupe se fera connaitre sous le nom The Nice (le nom du groupe leur est venu par une chanson des Small Faces, Here Come the Nice) et sera très tôt remarqué pour son style flamboyant. Le véritable prénom de Jackson étant Keith, afin d'éviter toute confusion entre lui et Keith Emerson, il est alors surnommé Lee. Bassiste gaucher à l'instar de Paul McCartney, il se distingue en utilisant la basse VOX V248 à l'allure d'une larme, sur laquelle il utilisera parfois un archet pour la faire sonner comme un violoncelle, sur des pièces comme Hang on to a Dream de Tim Hardin, My Back Pages de Bob Dylan ou encore Intermezzo from the Karelia Suite de Sibelius. Mais à la suite du départ d'Emerson pour se joindre à Greg Lake et Carl Palmer et fonder ainsi le trio Emerson, Lake and Palmer, The Nice se dissout et Brian Davison forme le Brian Davison's Every Which Way, Jackson quant à lui monte Jackson Heights. Une formation qu'il veut plus acoustique, afin de se démarquer autant que possible du son des Nice. Il délaissera même la basse pour la guitare acoustique pour le premier album, il la reprendra par la suite mais le son sera toujours plus léger et moins marqué par les claviers.

### Formation et débuts
La première formation du groupe comprend, outre Lee Jackson aux guitares acoustiques 6 et 12 cordes, à l'harmonica et au chant, Charlie Harcourt (que l'on retrouva plus tard avec Lindisfarne entre autres) aux guitares acoustiques et électriques, aux claviers, clavecin, mellotron, orgue, piano et au chant, Mario Enrique Covarrubias Tapia à la basse et aux guitares espagnoles ainsi que Tommy Sloane à la batterie. Le groupe sort un premier album King Progress pour la maison de disques Charisma en Grande-Bretagne qui avait édité les deux derniers albums des Nice, en Amérique toutefois leurs disques seront distribués par la maison Mercury. 
Le groupe tourne en Grande-Bretagne et en Europe pendant le printemps et l'été 1971 avec une apparition dans l'émission Pop 2 sur  la deuxième chaîne française . Mais malgré une version revisitée d'une chanson des Nice, The Cry of Eugene sur de nouveaux arrangements, l'album King Progress est un échec commercial. Remercié par Charisma, le groupe se sépare, laissant Jackson seul mais celui-ci ne se laisse pas décourager et reforme le groupe en trio, une formule qu'il connait bien, cette fois-ci en recrutant de nouveaux musiciens.

### Séparation et reformation
Après avoir signé un nouveau contrat d'enregistrement pour trois disques avec la maison Vertigo, Lee se met en quête de nouveaux musiciens pour reformer le groupe. Pour l'enregistrement du prochain album Fifth Avenue Bus, il recrute John McBurnie au chant et à la guitare 12 cordes acoustique, Brian Chatton aux claviers, ex-Warriors de Jon Anderson et ex-Flaming Youth de Phil Collins. Il y avait aussi au départ, Lawrie Wright au piano, mais ce dernier tomba malade et ne put terminer l'enregistrement, il put malgré tout graver les parties de piano sur 3 pièces ; Long Time Dying, Sweet Hill Tunnel, House in the Country ainsi que d'écrire seul la pièce Autumn Brigade. Dave Watts a aussi joué le piano sur la chanson Laughing Gear. 
C'est avec formation que Jackson Heights perdurera jusqu'à sa séparation finale en 1973. Sur cet album, on retrouve Michael Giles ex-King Crimson à la batterie, le trio tournera toutefois sans batteur ce qui est plutôt rare. Mais encore une fois le disque ne connait pas le succès escompté et le groupe tarde à décoller, mais comme le leader est une tête dure, le groupe retourne en studio pour préparer le prochain.

### Jackson Heights
Ragamuffins Fool voit ainsi le jour et le trio sort de sa retraite pour tourner toujours sans batteur, sur l'album toutefois on retrouve encore les talents de Michael Giles à la batterie. Un single sera tiré de ce disque, Maureen et John Mc Burnie commence à écrire de plus en plus. On y retrouve aussi une nouvelle version d'une pièce des Nice, Chorale (From Five Bridges Suite) réarrangée par le groupe. On a souvent reproché à Lee Jackson sa voix basse et limitée, mais ici par contre les voix conjuguées des trois musiciens rappellent parfois celles des groupes America ou Crosby, Stills, Nash and Young. Mais encore une fois, l'album n'enregistre pas de grosses ventes et Lee Jackson qui subvient aux besoins du groupe devient de plus en plus pauvre et désabusé.

### Bump n' grind
Mais il décide de laisser une dernière chance à sa formation et retourne en studio afin d'enregistrer ce qui sera le dernier album du trio, Bump n' grind. Il avait d'abord prévu un album concept, à savoir la vie des femmes qui se produisaient au Théâtre Burlesque, mais si le projet est trop ambitieux pour voir le jour, il sera quand même aidé par un orchestre de 20 musiciens en plus des batteurs Michael Giles et Ian Wallace, ce dernier était aussi un ex-King Crimson, ainsi que Ian Paice de Deep Purple. L'album bien que soutenu par la maison de disque Vertigo qui offrira au groupe une luxueuse pochette n'obtient pas le succès escompté. Sur ce dernier album du groupe, on retrouve Keith Emerson à la programmation du synthétiseur Moog, ainsi que Godfrey Salmon au violon que l'on retrouva plus tard sur l'album Works Volume I du trio Emerson, Lake & Palmer et qui dirigea l'orchestre lors de la tournée Works. On retrouva aussi Godfrey aux arrangements et à la direction de l'orchestre sur la bande sonore du film Inferno, dont la musique fut composée et jouée par Keith Emerson, l'album sorti en 1980. Idem pour l'album Nighthawks, toujours de Keith Emerson qui sortit en 1981.

### Refugee
En tournée, le groupe ne pouvant pas recréer le son de l'orchestre, Jackson approcha le claviériste suisse Patrick Moraz pour lui proposer de se joindre à la formation. Ce dernier refusa l'offre, mais proposa de former un nouveau groupe avec lui, ayant en poche une somme d'argent intéressante et un contrat de disque. Jackson alors complètement fauché, accepta son offre et après avoir contacté son ancien comparse Brian Davison, l'ex-Nice, dissout Jackson Heights pour former l'éphémère Refugee qui enregistre un unique album studio chez Charisma. On retrouvera John McBurnie plus tard avec Patrick Moraz, sur trois de ses albums solo, The Story of I et Out in the Sun ainsi que Timecode en 1984. 

### Parcourt des musiciens
Brian Chatton, lui, se joignit pour un court temps au groupe Snafu, avec Micky Moody à la guitare et Mel Collins au saxophone, pour leur dernier album All Funked Up sorti en 1975. Puis plus tard, il se retrouva avec la formation Boys Don't Cry avec, entre autres, Nico Ramsden à la guitare du Pierre Moerlen's Gong. Il joua par la suite avec The Hollies en 1981 et Meat Loaf l'année suivante. Quant à Lee Jackson, il se concentra sur une carrière de styliste tout en continuant à jouer de temps à autre, jusqu'à ce qu'Emerson reforme The Nice avec Jackson et Davison en 2002 pour quelques concerts et un album live, Vivacitas, sorti la même année.

## King Progress
- Lee Jackson - guitare acoustique 6 et 12 cordes, harmonica, percussions, chant
- Charlie Harcourt - guitares acoustique et électrique, piano, orgue, mellotron, clavecin, chœurs
- Mario Tapia - basse, guitare espagnole, chœurs
- Tommy Sloane - batterie, percussions

## The Fifth Avenue Bus, Ragamuffins Fool, Bump n' Grind
- Lee Jackson - guitare acoustique 6 cordes, basse, violoncelle, percussions, congas, chant, chœurs
- John McBurnie - guitares acoustique 6 et 12 cordes, Mellotron, percussion, chant, chœurs
- Brian Chatton - claviers (piano, piano électrique, clavecin, clavinet, orgue, célesta, Moog, Mellotron), chant, chœurs

### Musiciens invités
- Roger McKew - guitare solo (Laughing Gear et Luxford de l'album Fifth Avenue Bus)
- Lawrie Wright - piano (Long Time Dying, Sweet Hill Tunnel et House in the Country de l'album Fifth Avenue Bus)
- Dave Watts - piano (sur Laughing Gear de l'album Fifth Avenue Bus )
- Chris Laurence - contrebasse (sur l'album Bump n' Grind)
- Michael Giles - batterie, percussions (sur les albums The Fifth Avenue Bus et Ragamuffins Fool ainsi que sur les chansons : Tramp, Dog Got bitten, Public Romance et Cumberland Country de l'album Bump n' Grind)
- Ian Wallace - batterie, percussions (sur Long Necked Lady, 	It's A Shame, Ladies In The Chorus et Whatever Happened To The Conversation de l'album Bump n' Grind)
- Ian Paice - batterie (sur la pièce-titre de l'album Bump n' Grind)
- Keith Emerson - programmation du synthétiseur Moog (Sur l'album Bump n' Grind)
- Ian Green - direction de l'orchestre (Sur Bump n' Grind)
- Johnny Van Derrick - fiddle (Long Necked Lady sur Bump n' Grind)
- Alan Travers, Andy Babynchuk, Cathy Wei, Clare Farmer, David Woodcock, Eddy Roberts, Liz Edwards, Gavyn Wright, Godfrey Salmon, Jeff Grey, Louise Jopling, Paul Pearce - violons (sur Bump n' Grind)
- Brian Hawkins, Brian Mack, Don McVay, Jan Schlapp - alto (sur Bump n' Grind)
- Helen Liebmann, Lynden Cranham, Martin Robinson, Mike Hurwitz : Violoncelle (sur Bump n' Grind)
- Billy Bell - banjo (sur Bump n' Grind)

### Cheminement des musiciens
- Charlie Harcourt : Junco Partners, Cat Mother & the All Night Newsboys, Lindisfarne.
- Lawrie Wright : A publié un album, Two for joy en 2012 avec Jerelle Jacobs à la contrebasse et Sophie Alloway à la batterie.
- John McBurnie : Chant sur The Story Of I, Out In The Sun et Timecode de Patrick Moraz, John a aussi fait du travail de musicien de studio avec, entre autres, Affinity, Camel, Crazy World Of Arthur Brown, Gerry Rafferty, Vapour Trails avec Steve Holly et Vivienne McAuliffe.
- Brian Chatton : Avant de jouer avec Jackson Heights, a commencé avec The Warriors dont le chanteur était Jon Anderson, puis a travaillé avec le groupe Flaming Youth avec le batteur et chanteur Phil Collins. Il a ensuite formé Boys don't Cry qui produisent l'album Don't Talk To Strangers en 1983 et les singles I Wanna Be A Cowboy en 1986 et Who The Am Dam Do You Think We Am en 1987. Il a aussi accompagné Eric Burdon en tournée et publié aussi quelques albums solos, dont le premier Playing for Time en 1981 avec Phil Collins. A travaillé avec Meat Loaf et le groupe Snafu.
- Michael Giles : D'abord batteur de King Crimson sur les deux premiers albums, puis un disque en duo avec Ian McDonald intitulé McDonald & Giles sorti en 1971. Ensuite il joue sur l'album White Soul de Joël Daydé en 1972, il jouera ensuite comme musicien de sessions avec Leo Sayer et Anthony Phillips, il retrouvera son comparse Ian McDonald sur l'album solo de ce dernier, Driver's Eyes de 1999. Michael enregistre en 1978 son propre album solo avec entre autres son frère Peter Giles et Geoffrey Richardson, intitulé Progress et qui ne paraîtra qu'en 2002.

## Discographie

### Albums studio
- 1970 : King Progress (Charisma UK CAS 1018, CAS.1018)
- 1972 : The Fifth Avenue Bus (Vertigo Records 6360 067)
- 1972 : Ragamuffins Fool (Vertigo Records 6360 077)
- 1972 : Jackson Heights (Vertigo – V6 5089) - Réédition rarissime du précédent.
- 1973 : Bump n' Grind (Vertigo Records 6360 092)
- 2009 : Ragamuffins Fool/Bump 'N' Grind (Media Arte – MI-0004) - Édition limitée. Distribuée en Corée du sud exclusivement.

### Singles
- 1970 : Doubting Thomas/Insomnia (Charisma Records) JH 1 / JH 2
- 1970 : King Progress/Mister Screw (Motors Records) MT 4 004
- 1972 : Maureen/Ragamuffins Fool (Vertigo Records) 6059 077
- 1972 : Maureen/Long Time Dying (Vertigo Records) 6059 068

### Compilations
- 1972 : Birds of a Feather
- 1973 : Caravan And Jackson Heights - Pop Made In England (Pop 1) - Disques Motors - MT 44019 Contient deux chansons de Jackson Heights, Tramp et Cry of Eugene et quatre de Caravan.
- 1973 : Jackson Heights Disques Verve MGM.
- ???? : Attention Jackson Heights Attention - Disques Fontana Special - Date de parution inconnue.

### Participations
- 1970 : Flat, Baroque and Berserk de Roy Harper - Keith Emerson, Lee Jackson et Brian Davison jouent sur la pièce Hell's Angels.